# Astropecten michaelseni
Astropecten michaelseni är en sjöstjärneart som beskrevs av Jean Baptiste François René Koehler 1914. Astropecten michaelseni ingår i släktet Astropecten och familjen kamsjöstjärnor. Inga underarter finns listade i Catalogue of Life.